# ヨハン・ボギスラウ (シュレースヴィヒ＝ホルシュタイン＝ゾンダーブルク＝ノルブルク公)

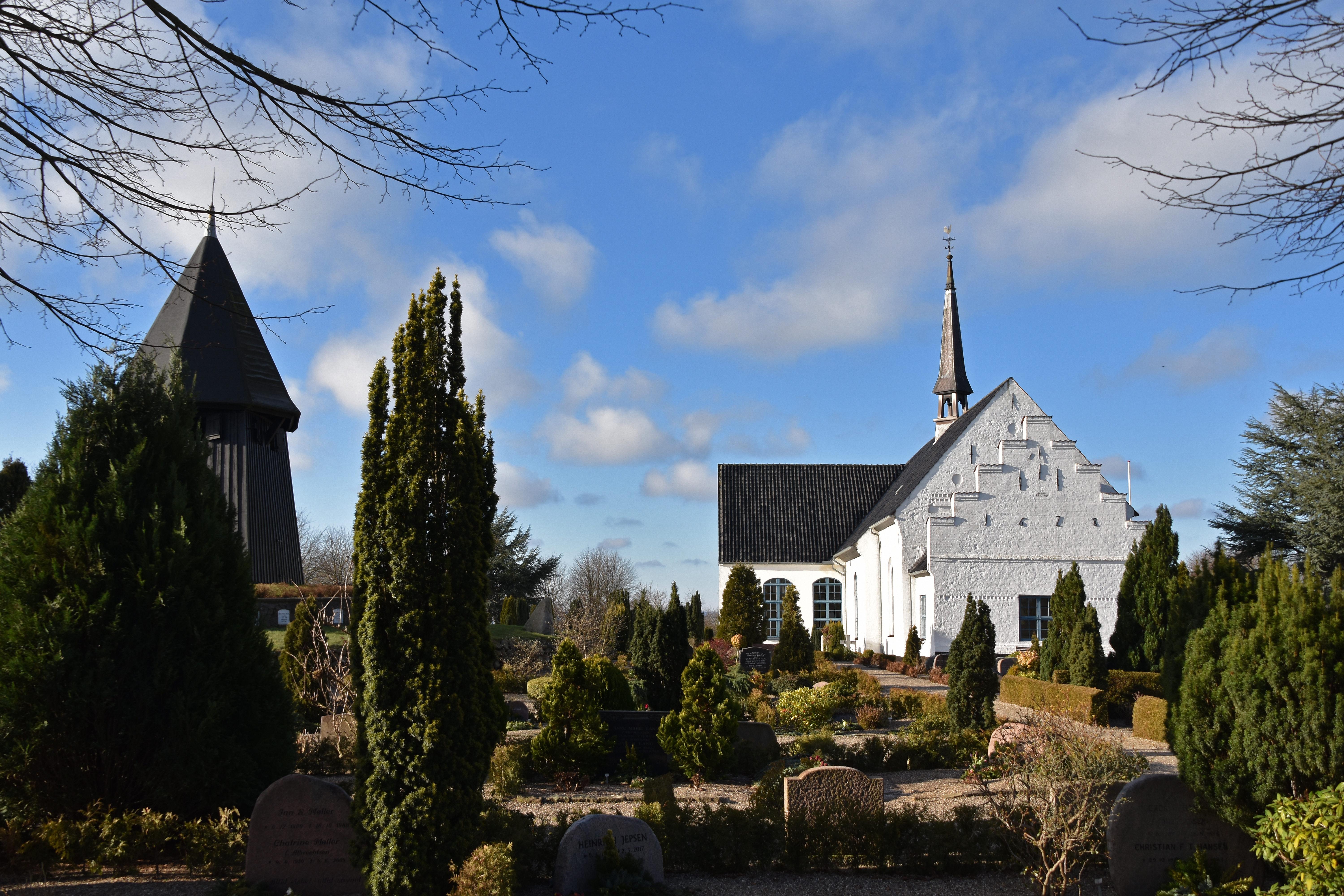
ヨハン・ボギスラウの眠るアルス島イーインの教会堂

ヨハン・ボギスラウ（Johann Bogislaw von Schleswig-Holstein-Sonderburg-Norburg, 1629年9月30日 - 1679年12月17日）は、シュレースヴィヒ＝ホルシュタイン＝ゾンダーブルク＝ノルブルク家の第3代公爵。デンマーク語名はハンス・ブイスラウ（Hans Bugislav）。

## 生涯
シュレースヴィヒ＝ホルシュタイン＝ゾンダーブルク＝ノルブルク公フリードリヒと、その最初の妻でザクセン＝ラウエンブルク公フランツ2世の娘であるユリアーネの間の唯一の子で、1659年父の死に伴い多額の負債を抱えた公爵領を相続した。
2人の異母弟は領国経営に関与できないことになったが、1659年1月19日に結ばれた相続協定により、異母弟たちの相続権に対する補償として穀物の現物支給による年金の支払いが取り決めされた。継母のエレオノーレ・フォン・アンハルト＝ツェルプストは、寡婦財産としてウスターホルム（Østerholm）城館と付属荘園を分与された。
ヨハン・ボギスラウは分有領主身分であるがゆえに政治権力を持ちうる見込みはなく、封主のデンマーク王フレゼリク3世に完全に従属させられていた。このため1655年に始まった第二次北方戦争には、公爵領の負債を帳消しにしてもらうことを条件に、デンマーク王軍の下で戦争に参加することになった。1657年スウェーデン軍がノルブルク公領を占領・掠奪した。1660年にはデンマーク王軍がノルブルクを宿営地として利用した。さらにヨハン・ボギスラウはデンマーク王の戦費を調達するため領民に重税をかけ、王に対する徹底した恭順ぶりを示した。公爵領を犠牲にする政策はやがて立ち行かなくなり、公爵個人に対する領民の怨嗟の声が高まり、また王に対する融資資金の債務返済を債権者から求められるようになった。
1665年、居城ノルブルク城で、失火により祖父ハンス若公の建てた三翼のハーフティンバー様式の居館が、城の財産目録とともに焼け落ちた。ヨハン・ボギスラウはこの出来事以降、もはや債務の支払いを諦めてしまう。1667年公爵家の破産手続きが始まり、1669年に完了した。公爵領はデンマーク王領に回収された。ヨハン・ボギスラウはノルブルクに残り、デンマーク王室からの僅かな年金を頼りに暮らした。1679年、未婚で子のないまま亡くなり、旧領地の一つだったアルス島のイーイン教区共同体の教会堂に葬られた。
2人の異母弟はヨハン・ボギスラウが失った公爵領を取り戻すことはできなかった。ノルブルク公爵家の男系は、下の異母弟ルドルフ・フリードリヒの息子で皇帝軍の将軍だったエルンスト・レオポルトが1722年に死ぬと同時に絶えた。ノルブルク公爵領は1679年、同族のプレーン公ヨアヒム・エルンストの次男アウグストに与えられた。

## 引用・脚注
1. ↑  Ferdinand von Krogh: Beiträge zur älteren Geschichte des Hauses Holstein-Sonderburg. Berlin: Puttkammer & Mühbrecht 1877, S. 48